# Детская больница Берсонов и Бауманов в Варшаве

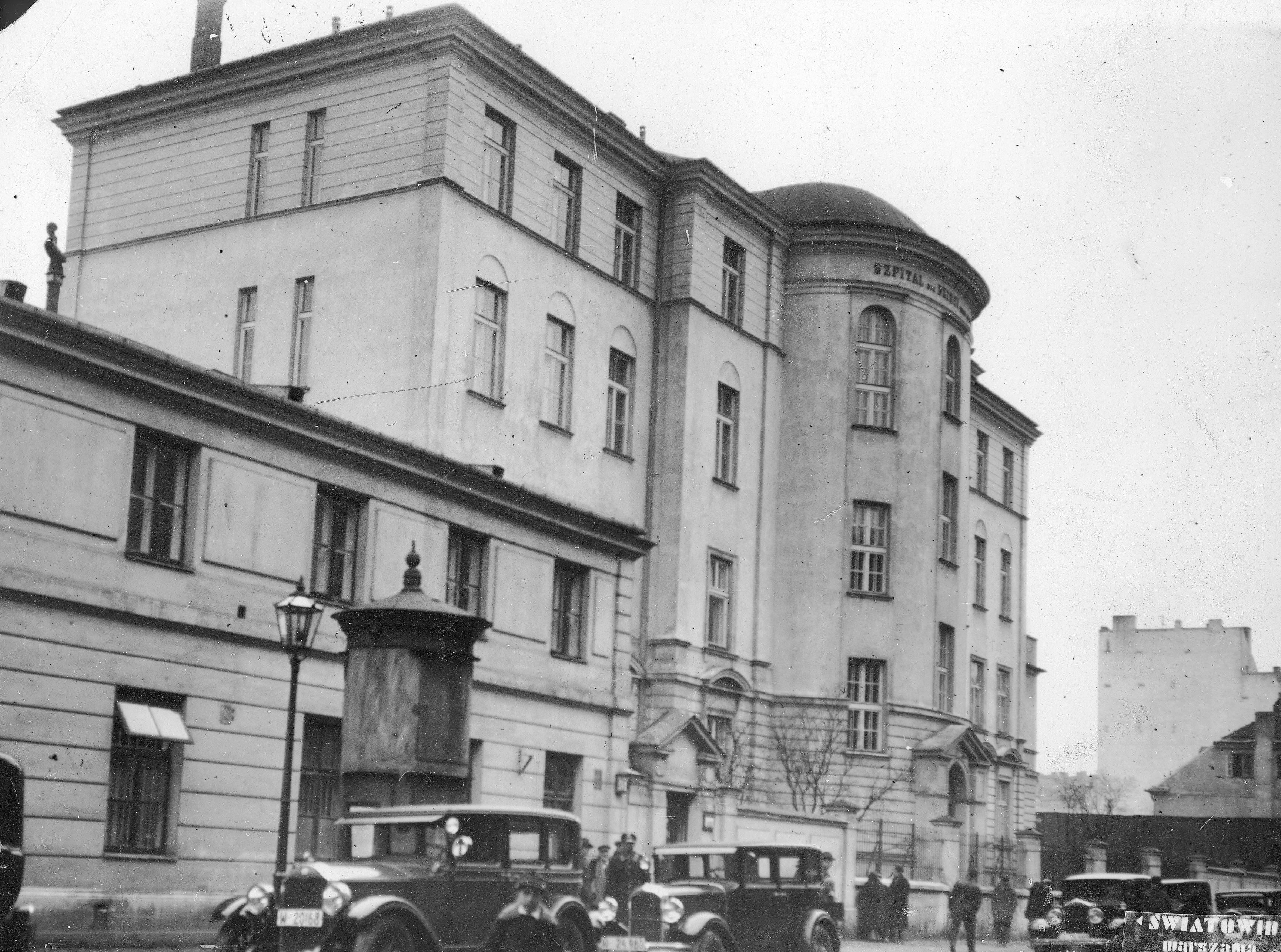
Детская больница Берсонов и Бауманов в 1930 году

Детская больница Берсонов и Бауманов – несуществующее ныне еврейское медицинское учреждение, функционировавшее в 1878-1942 гг. в Варшаве на ул. Шлиской, 51/Сенной, 60.
В 1941 был создан филиал больницы на ул. Лешно, 80/82. После ликвидации так называемого маленького гетто в августе 1942 года он был переведен на Умшлагплац в здание на ул. Ставки, 6/8.

## История
Идея строительства больницы для лечения еврейских детей появилась в начале 70-х годов XIX века. В 1873 году две семьи — Майер Берсон, его супруга Хайя Берсон и их дочь Полина вместе с мужем Соломоном Бауманом — купили участок под строительство больницы. Изначально учреждение было рассчитано на 27 пациентов. Больница была построена на территории, расположенной между двумя параллельными улицами: Сенная и Шлиская (отсюда и двойной адрес: ул. Шлиская, 51/Сенная, 60). На средства Берсонов и Бауманов в 1876-1878 годы был построен целый больничный комплекс, разработанный архитектором Артуром Гёбелем. Первым главным врачом больницы был Людвиг Хват.
Между 1905 и 1912 г. в больнице работал педиатр Януш Корчак.
Во время Первой мировой войны резко изменилась финансовая ситуация больницы, из-за того, что все учредительные и завещательные документы утратили силу. В 1923 году учреждение было закрыто. Благодаря настойчивости доктора Анны Брауде-Хеллеровой в 1930-е годы здания больницы перешли от правления Фонда Берсонов и Бауманов к Обществу друзей детей. Вскоре были предприняты попытки расширения больничного комплекса, которые финансировала варшавская еврейская община и Joint. После расширения больница располагала 150 койками.

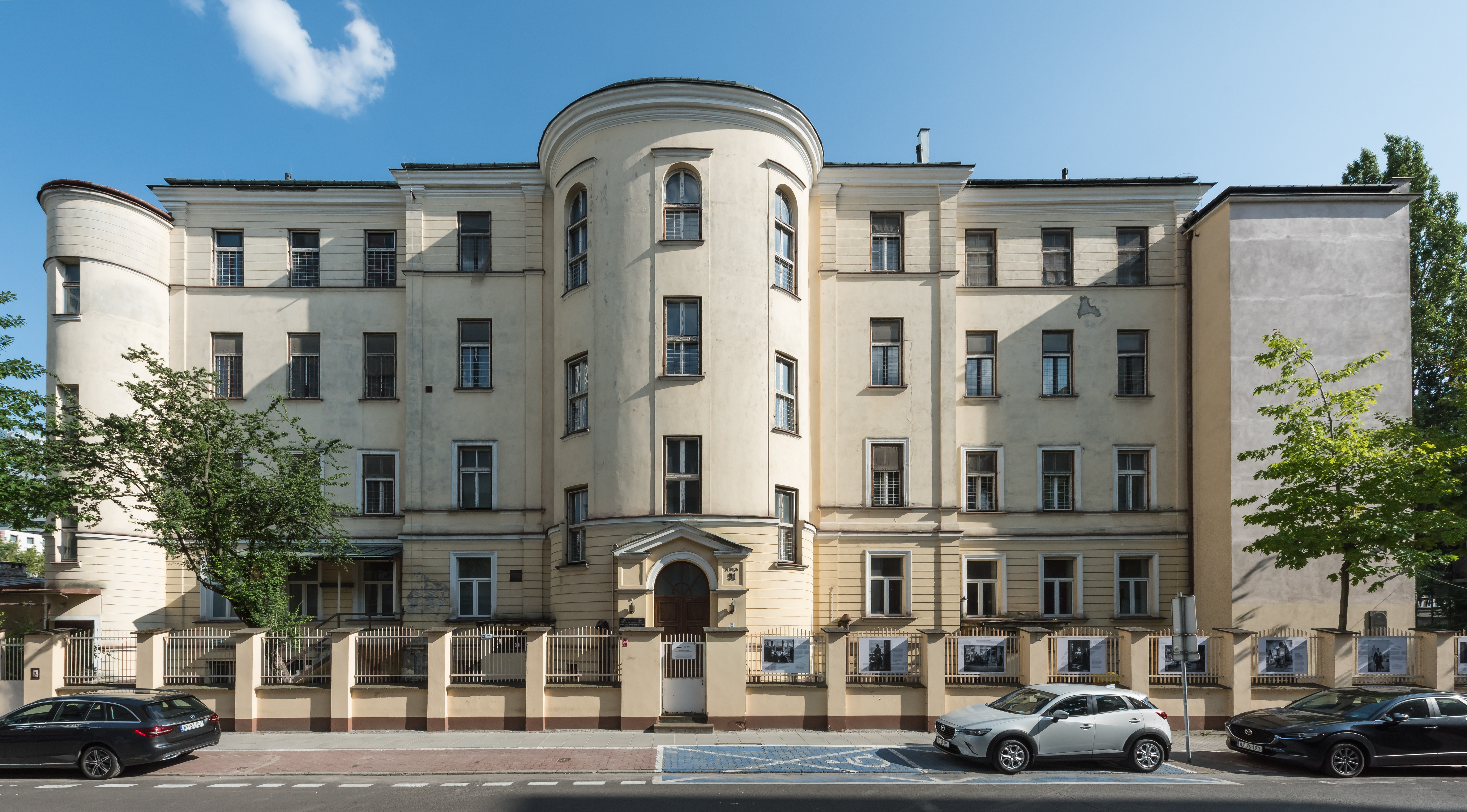
Здание больницы сегодня, вид с ул. Шлиской

На день начала Второй мировой войны в больнице было уже около 250 коек. Здания не пострадали во время обороны Варшавы. В ноябре 1940 г. госпиталь оказался в границах варшавского гетто. Немецкие власти назначили комиссаром госпиталя Вацлава Конечного из Иновроцлава.
В октябре 1941 года больница оказалась переполнена из-за вспышки сыпного тифа. Благодаря усилиям той же Анны Брауде-Хеллеровой удалось открыть филиал на 400 мест на улице Железной, 86/88, угол улицы Лешно, 80/82.

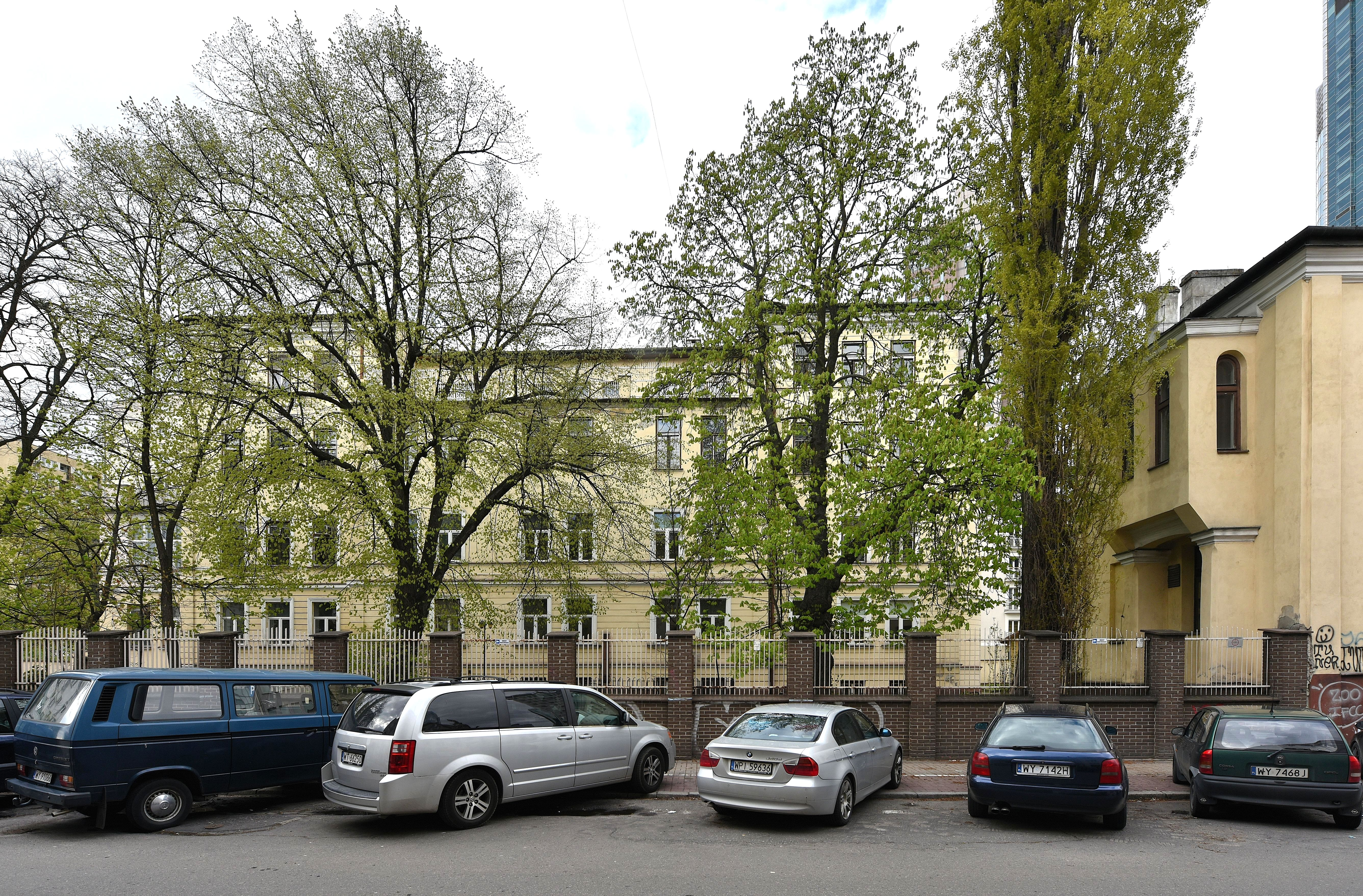
Комплекс больницы со стороны ул. Сенной

С февраля 1942 года сотрудники больницы принимали участие в научных исследованиях по проблеме голода в варшавском гетто. Исследования проводились втайне от немцев. Вскрытие тел умерших от голода пациентов проводились в сарае на еврейском кладбище на улице Окоповой, где их хоронили в братских могилах. Часть отчетов с результатами исследований была передана за пределы гетто. Они были опубликованы в 1946 г. в книге под редакцией Эмиля Апфельбаума «Голод как болезнь. Клинические исследования голода, выполненные в варшавском гетто в 1942 году».
В результате сокращения территории гетто 10 августа 1942 года (ликвидация так называемого маленького гетто), в филиал была эвакуирована главная больница вместе с пациентами с улицы Сенной. 13 августа госпиталь перенесли в уже находящиеся в пределах Умшлагплац здания бывших школ, расположенных на улице Ставки 6/8. Врачи и медсестры поселились в доме на ул. Павей, 22. Персонал больницы мог входить на территорию  Умшлагплац плотной колонной, после тщательной проверки.

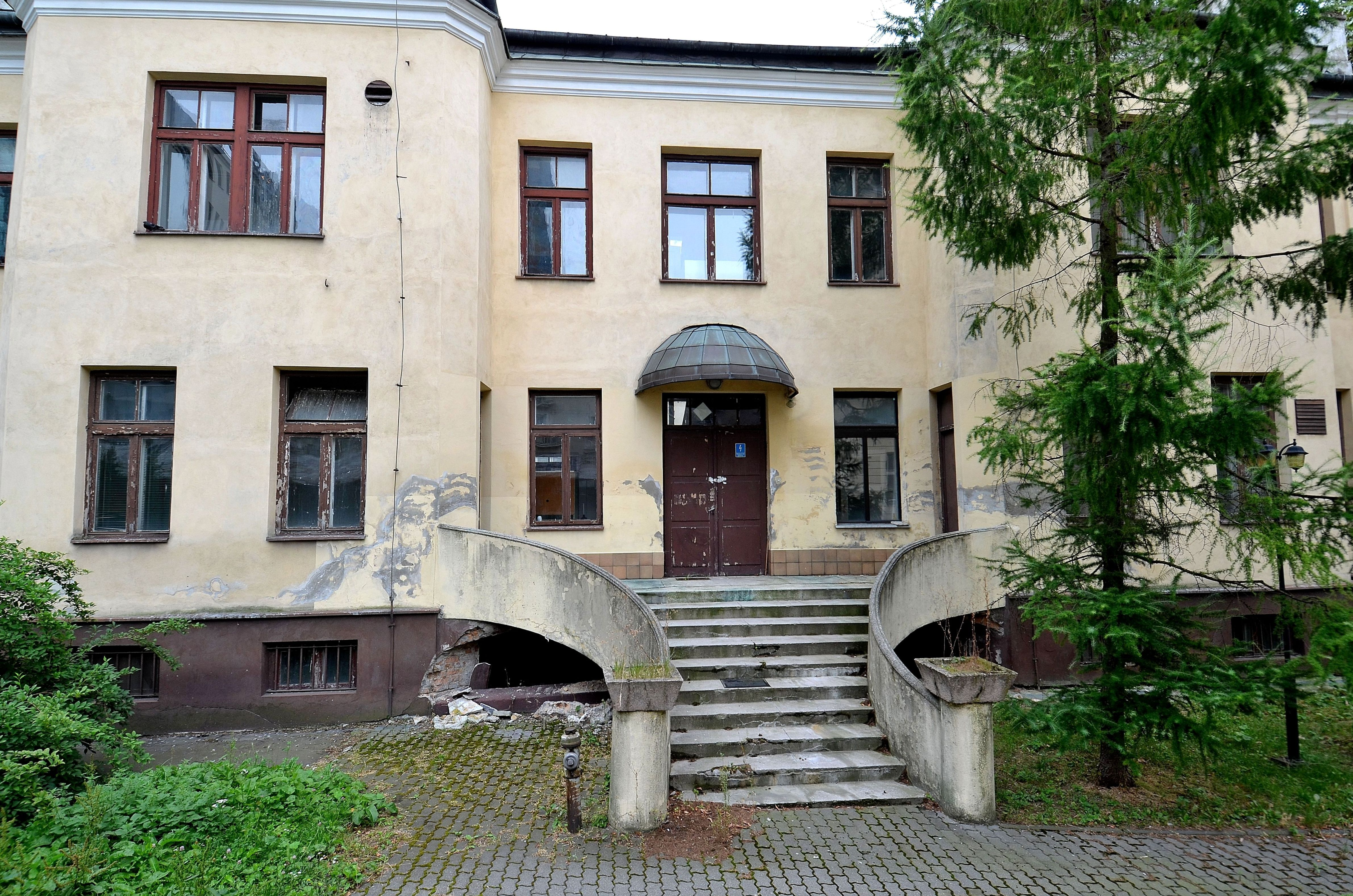
Вход в южный павильон

На  Умшлагплаце больница Берсонов и Бауманов объединилась с другим еврейским госпиталем, работавщим в варшавском гетто − больницей Старозаконных в Чистом. 11 сентября 1942 года больных и большинство персонала (около 1000 человек) вывезли в лагерь смерти в Треблинке. Адина Блады-Швайгер дала группе детей морфий, чтобы они могли умереть на месте, избегнув страданий лагеря.
Еще во время войны, в начале 1943 года, в заброшенных постройках больницы разместили Детскую Клинику с улицы Литовской. Работала она там до варшавского восстания. С августа по октябрь 1944 года госпиталь был единственным профессиональным медицинским учреждением в центре Варшавы. Здание больницы было повреждено во время восстания.
По окончании войны, в 1946-1950 годах, после реконструкции, в зданиях больницы располагалась штаб-квартира и квартиры сотрудников Центрального Комитета Польских Евреев. Затем их снова оборудовали для медицинских нужд и разместили в нем детскую инфекционную больницу. В 1988-1993 годах все здания подверглись реконструкции и модернизации. Позже в них размещалась Воеводская инфекционная больница имени Детей Варшавы. В 2000 году объект был объединен с Детской больницей в Дзеканове-Лесном, куда постепенно переносили все филиалы. В 2016 владелец комплекса, администрация Мазовецкого воеводства, выставил опустевшую недвижимость на продажу. В 2017 Министерство культуры и национального наследия обратилось к властям воеводства с просьбой передать бывшую больницу ему в аренду на 30 лет для создания там музея Варшавского гетто.

## Память
20 апреля 2001 г. на стене главного здания больницы, со стороны улицы Шлиской, открыли мемориальную доску в память Анны Брауде-Хеллеровой, директора больницы в 1930-1942 годы.

## Сотрудники больницы
- Анна Брауде-Хеллерова
- Адина Блады-Швайгер
- Марек Эдельман
- Феодосия Голиборска-Голамб
- Ханна Хиршфельдова
- Януш Корчак
- Джулиан Крамштык
- Хенрик Крощор
- Хенрик Маковер
- Анна Марголис